# Альфредо Барізоне
Альфредо Барізоне (італ. Alfredo Barisone, 5 лютого 1900, Акві-Терме — ?) — італійський футболіст, що грав на позиції нападника.
Виступав, зокрема, за клуби «Ювентус» та «Аталанта».

## Ігрова кар'єра
Вихованець футбольної школи клубу «Акві». 
В 1927 році перейшов у команду «Ювентус». У 1929 році грав у Кубку Мітропи, коли туринський клуб в 1/4 фіналу поступився чеській «Славії» (1:0, 0:3).
Згодом з 1929 по 1938 рік грав у складі команд «Аталанта», «Самп'єрдаренезе», «Санремезе» та «Акві».

## Статистика виступів

### Статистика виступів у кубку Мітропи
| №                      | Розіграш               | Стадія                 | Дата та місце проведення | Команда 1              | Рахунок                                            | Команда 2      | Голи та інші дії |
| ---------------------- | ---------------------- | ---------------------- | ------------------------ | ---------------------- | -------------------------------------------------- | -------------- | ---------------- |
| 1                      | 1929                   | 1/4                    | 23.06.1929, Турин        | Ювентус                | 1:0 [Архівовано 14 жовтня 2020 у Wayback Machine.] | Славія (Прага) |                  |
| 2                      | 1929                   | 1/4                    | 06.07.1929, Прага        | Славія (Прага)         | 3:0 [Архівовано 15 травня 2021 у Wayback Machine.] | Ювентус        |                  |
| Всього у кубку Мітропи | Всього у кубку Мітропи | Всього у кубку Мітропи | Всього у кубку Мітропи   | Всього у кубку Мітропи | 2                                                  |                | 0                |